# Bosque entre los Mundos
El Bosque entre los Mundos (en inglés: Wood Between the Worlds) es un lugar de poca aparición pero de cierta importancia en Las Crónicas de Narnia, de C.S. Lewis. Su aparición se encuentra en El sobrino del mago, escrito en 1955, y su nombre está basado en la novela de William Morris, The Wood Beyond the World (El bosque más allá del mundo).

## Historia
En El sobrino del mago, cuando Digory Kirke se pone un anillo amarillo para ir en busca de Polly Plummer, él surge de pronto desde un estanque. Luego se da cuenta de que está en medio de un bosque, con muchos otros estanques diseminados. Posteriormente, descubre que cada estanque es un portal a un mundo distinto. A través de uno de ellos él y Polly llegan al mundo de Charn, que tras la destrucción de ese mundo, ven que su correspondiente estanque se seca. A través de otro, llegan al mundo de Narnia, justo en el momento de su creación. 
El ambiente del bosque es muy tranquilo; había una sensación de tranquilidad en el aire. El bosque producía una especie de sensación de sueño que hizo que en un momento Digory olvidara toda su vida. Según el libro: "Si alguien le hubiera preguntado: «¿de dónde has venido?», él habría contestado: «Yo siempre he estado aquí». Así era la sensación que producía ese lugar".

## Geografía
El bosque tiene una temperatura cálida y un sinnúmero de árboles frondosos, con un follaje tan espeso que el cielo (suponiendo que lo hay) no se puede ver desde el suelo. A pesar del espeso follaje, una fuerte luz penetra en el suelo del bosque, iluminando claramente todo el ambiente. La característica sobresaliente del bosque (además de los árboles) es la presencia de muchos estanques de agua. Inicialmente, los estanques parecen ser sólo charcos poco profundos. Sin embargo, cuando alguien salta en uno de esos charcos al usar un anillo mágico, el estanque de agua transporta a dicha persona a un mundo diferente. Cuando el mundo es destruido (es decir, cuando toda la vida en aquel se acaba, como aconteció con Charn), su respectivo estanque se seca. En el libro llamado Pocket Companion to Narnia, de Paul F. Ford, un diagrama muestra al Bosque entre los Mundos ubicado en el País de Aslan, situado en la parte superior de todos los demás mundos.

## Habilidades
Se describe que el bosque provoca cierta somnolencia que podría hacer que quienes estén ahí se sientan con sueño y con mucha paz, queriendo quedarse ahí por mucho tiempo. Sin embargo, cuando Jadis llega al bosque se siente sofocada y es incapaz de respirar. Esto tal vez se deba a la explicación de que el Bosque Entre Los Mundos se encuentra en el País de Aslan; un lugar prohibido para Jadis.